# Hormona

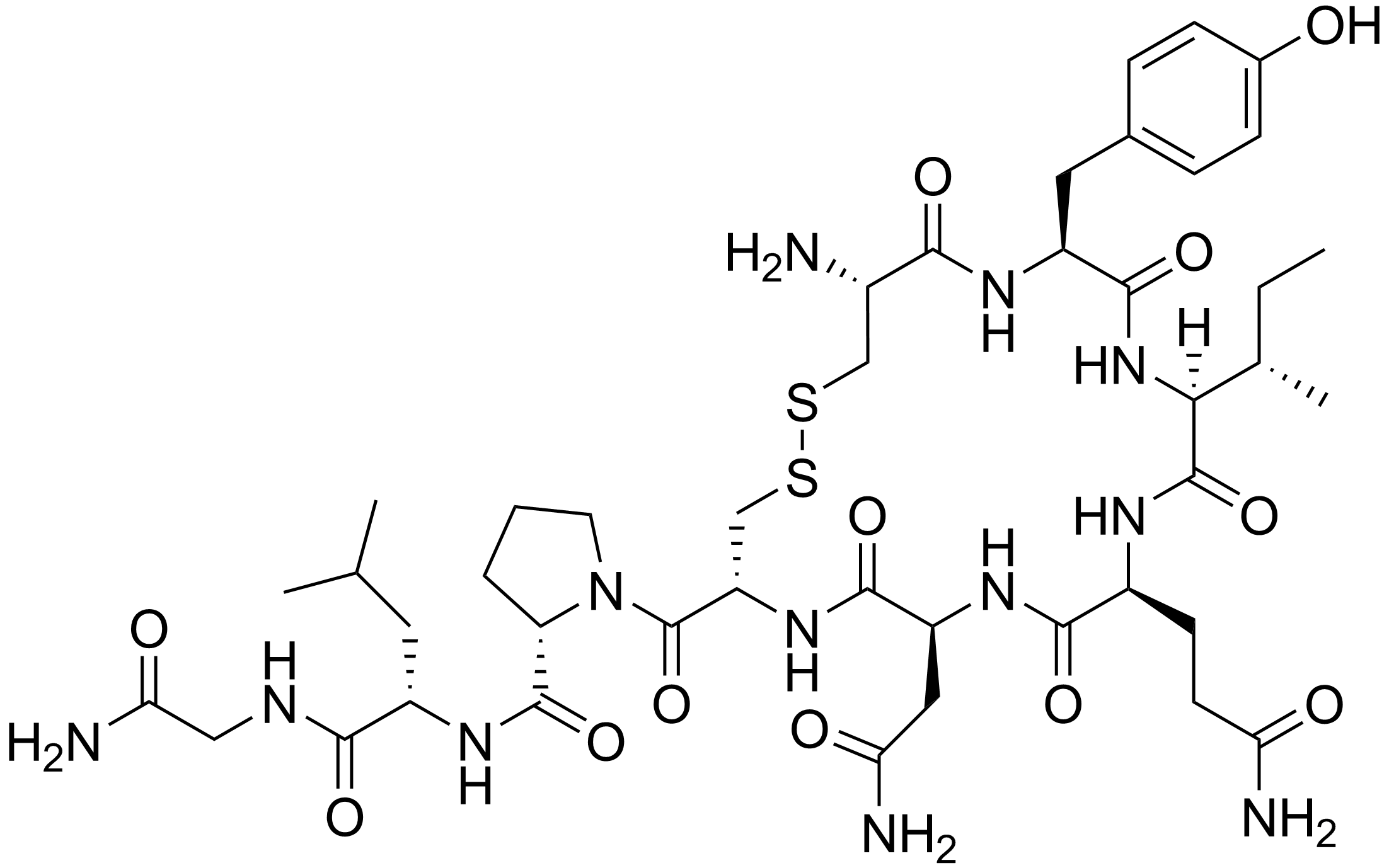
L'oxitocina és una hormona

Una hormona és principalment una substància que en els éssers vius pluricel·lulars regula i coordina l'activitat conjunta de les cèl·lules. Són missatgers bioquímics produïts per glàndules endocrines o de secreció interna, ja que vessen les hormones al medi intern (sang, hemolimfa o saba). Únicament actuen sobre un òrgan determinat anomenat òrgan blanc o òrgan diana les cèl·lules del qual són les úniques que tenen a la membrana plasmàtica receptors hormonals específics per a aquelles hormones, i poden influir en l'activitat de l'òrgan.
Hi ha una jerarquia de les glàndules de secreció interna; així, algunes hormones de la hipòfisi actuen sobre les glàndules perifèriques de secreció interna, i l'augment d'hormones a la sang inhibeix l'activitat de la hipòfisi, de manera que s'estableix un mecanisme d'interdependència que tendeix a mantenir constant el nivell d'hormones a la sang.
L'estudi de les hormones es fa experimentalment en animals per extirpació de la zona productora, la qual cosa en provoca símptomes de deficiència. La restauració de la normalitat s'aconsegueix per injecció d'extractes de la part extirpada; d'aquest extracte hom pot aïllar una substància pura que tingui aquests efectes, que és l'hormona, i de la qual hom pot estudiar la composició, el metabolisme, etc.

## Tipus
Existeixen hormones naturals i hormones sintètiques. Les unes i les altres s'empren com a tractaments en certs trastorns, en general, encara que no únicament, quan cal compensar la seva falta o augmentar els seus nivells si són menors del normal.
Les hormones pertanyen al grup dels missatgers químics, que inclou també als neurotransmissors i les feromones. De vegades és difícil classificar a un missatger químic com a hormona o neurotransmissor.
Tots els organismes pluricel·lulars produeixen hormones, incloent-hi les plantes (fitohormona).
Les hormones més estudiades en animals (i humans) són les produïdes per les glàndules endocrines, però també són produïdes per gairebé tots els òrgans humans i animals.
L'especialitat mèdica que s'encarrega de l'estudi de les malalties relacionades amb les hormones és l'endocrinologia.

## Fisiologia
Cada cèl·lula és capaç de produir una gran quantitat de molècules reguladores. Les glàndules endocrines i els seus productes hormonals estan especialitzats en la regulació general de l'organisme i també en l'autorregulació d'un òrgan o teixit. El mètode que utilitza l'organisme per regular la concentració d'hormones és balanç entre la retroalimentació positiva i negativa, fonamentat en la regulació de la seva producció, metabolisme i excreció. També hi ha hormones tròfiques i no tròfiques, segons el blanc sobre el qual actuen.
Les hormones poden ser estimulades o inhibides per:
- Altres hormones.
- Concentració plasmàtica d'ions o nutrients.
- Neurones i activitat mental.
- Canvis ambientals, per exemple llum, temperatura, pressió atmosfèrica.

Un grup especial d'hormones són les hormones tròfiques que actuen estimulant la producció de noves hormones per part de les glàndules endocrins. Per exemple, la TSH produïda per la hipòfisi estimula l'alliberament d'hormones tiroidals a més d'estimular el creixement d'aquesta glàndula. Recentment s'han descobert les hormones de la gana: ghrelina, orexina i pèptid i els seus antagonistes com la leptina.
Les hormones poden segregar-se en forma cíclica, contribuint veritables bioritmes(p. ex.: secreció de prolactina durant la lactància, secreció d'esteroides sexuals durant el cicle menstrual). Pel que fa a la seva regulació, el sistema endocrí constitueix un sistema cibernètic, capaç d'autorregularse a través dels mecanismes de retroalimentació (feed-back), els quals poden ser de dos tipus:
- Feed-Back positiu: és quan una glàndula segrega una hormona que estimula a una altra glàndula perquè segregui una altra hormona que estimuli la primera glàndula.

Ej: la FSH segregada per la hipòfisi estimula el desenvolupament de fol·licles ovàrics que segrega estrògens que estimulen una major secreció de FSH per la hipòfisi.
- Feed-Back negatiu: quan una glàndula segrega una hormona que estimula a una altra glàndula perquè segregui una hormona que inhibeix a la primera glàndula.

Ej: l'ACTH segregada per la hipòfisi estimula la secreció de glucocorticoides adrenales que inhibeixen la secreció d'ACTH per la hipòfisi.
Al seu torn, segons el nombre de glàndules involucrades en els mecanismes de regulació, els circuits glandulars poden classificar-se en:
- Circuits llargs: una glàndula regula una altra glàndula que regula a una tercer glàndula que regula a la primera glàndula, per la qual cosa en l'eix estan involucrades tres glàndules.
- Circuit curts: una glàndula regula una altra glàndula que regula a la primera glàndula, per la qual cosa en l'eix estan involucrades només dues glàndules.
- Circuits ultra curts: una glàndula es regula a si mateixa.

## Mecanismes d'acció hormonal
Les hormones tenen la característica d'actuar sobre les cèl·lules, que han de disposar d'una sèrie de receptors específics. Hi ha dos tipus de receptors cel·lulars:
Receptors de membrana: els usen les hormones peptídiques. Les hormones peptídiques (1er missatger) es fixen a un receptor proteic que hi ha en la membrana de la cèl·lula, i estimulen l'activitat d'una altra proteïna (unitat catalítica), que fa passar l'ATP (intracel·lular) a AMP (2n missatger), que juntament amb el calci intracel·lular, activa l'enzim proteïna-cinasa (responsable de produir la fosforilació de les proteïnes de la cèl·lula, que produeix una acció biològica determinada). Aquesta és la teoria o hipòtesi de 2º missatger o de Sutherland.
Receptors intracel·lulars: els usen les hormones esteroideas. L'hormona travessa la membrana de la cèl·lula diana per difusió. Una vegada dins del citoplasma s'associa amb el seu receptor intracel·lular, amb el qual viatja al nucli travessant junts la membrana nuclear. En el nucli es fixa a l'ADN i fa que se sintetitzi ARNm, que indueix a la síntesi de noves proteïnes, que es traduiran en una resposta fisiològica. O bé, pot situar-se en el lloc de la maquinària biosintetica d'una determinada proteïna per evitar la seva síntesi.

## Classificació segons l'estructura química
Segons la natura química de les hormones, hom les pot classificar en tres grups:

### Hormones esteroides

Ciclopentanoperhidrofenantrè

Estructuralment estan basades en el ciclopentanoperhidrofenantrè (anomenat també esterà o gonà), un hidrocarbur policíclic que pot considerar-se un producte de la saturació del fenantrè associat a un anell de ciclopentà. Té 17 àtoms de carboni. D'aquesta base estructural deriven els esteroides, que són la molècula base per a multitud de molècules d'origen lipídic, com els esterols (colesterol), àcids biliars i les hormones esteroides. També se solen incloure dins d'aquest grup les hormones adrenocorticals i les hormones sexuals. En el còrtex suprarenal es produeixen més de 50 tipus d'hormones corticoesteroides mitjançant reaccions d'eliminació de l'anell D del colesterol, i introdueixen oxigen per crear els grups ceto i hidroxil.

Aldosterona
Estriol
Estrona
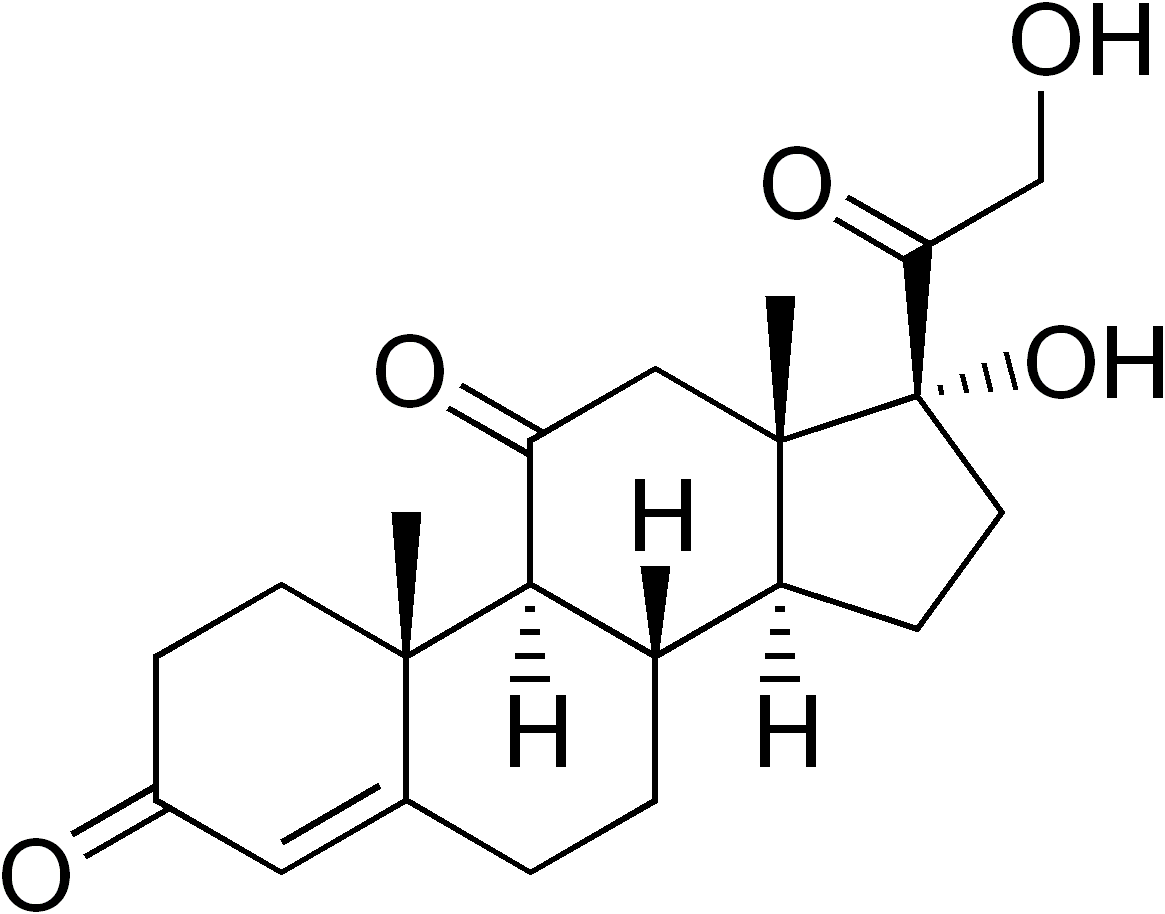
Cortisona
Cortisol
Testosterona
Progesterona
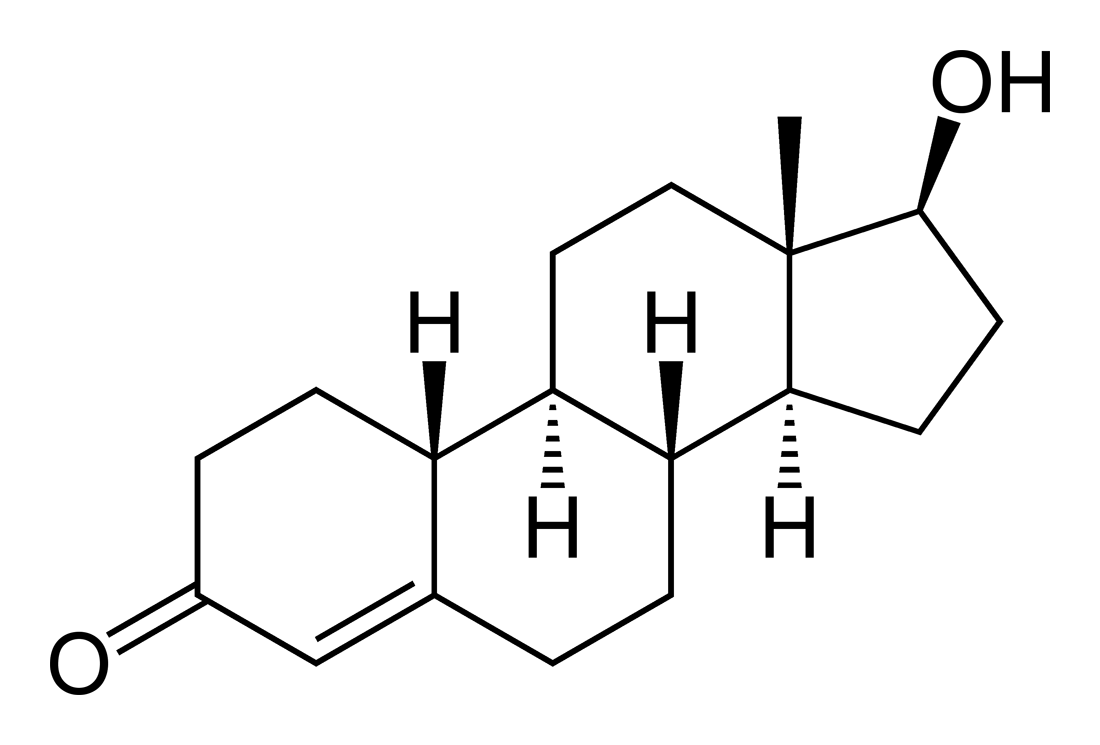
Nandrolona

### Hormones derivades d'aminoàcids
Els aminoàcids són unes molècules que contenen un grup carboxil i un grup amino. Químicament són molt diversos. N'hi ha que formen part de proteïnes (proteics), mentre que d'altres mai s'hi presenten. Tots els aminoàcids que componen proteïnes presenten un carboni asimètric anomenat alfa on hi enllaça el grup carboxil, el grup amino, un hidrogen i un radical que és el que varia en cada aminoàcid.

Tiroxina
Diiodotiroxina
(+)-Efedrina
DHA

### Hormones peptídiques
Els pèptids (del grec πεπτος, "digerible") són una família de molècules formades per la unió de diversos aminoàcids en un ordre determinat. Poden tenir de 3 a més de 200 residus d'aminoàcids. Els aminoàcids estan enllaçats entre ells mitjançant l'enllaç peptídic, atès que el grup funcional resultant és una amida. Els pèptids, igual que les proteïnes, estan presents a la naturalesa i són responsables d'un gran nombre de funcions biològiques, moltes de les quals encara no es coneixen. Els pèptids es diferencien de les proteïnes en què són més petits (tenen menys de deu mil o dotze mil Daltons) i que les proteïnes poden estar formades per la unió de diversos polipèptids, i de vegades grups prostètics. Un exemple de polipèptid és la insulina, la qual es compon de 55 aminoàcids i es coneix com una hormona d'acord amb la funció que té en l'organisme. S'inclouen dins d'aquest grup les hormones de la insulina, el glucagó i la somatostatina, la parathormona, la calcitonina i les hormones de l'hipotàlem i la hipòfisi.
Existeix un grup d'Hormones peptídiques vegetals.

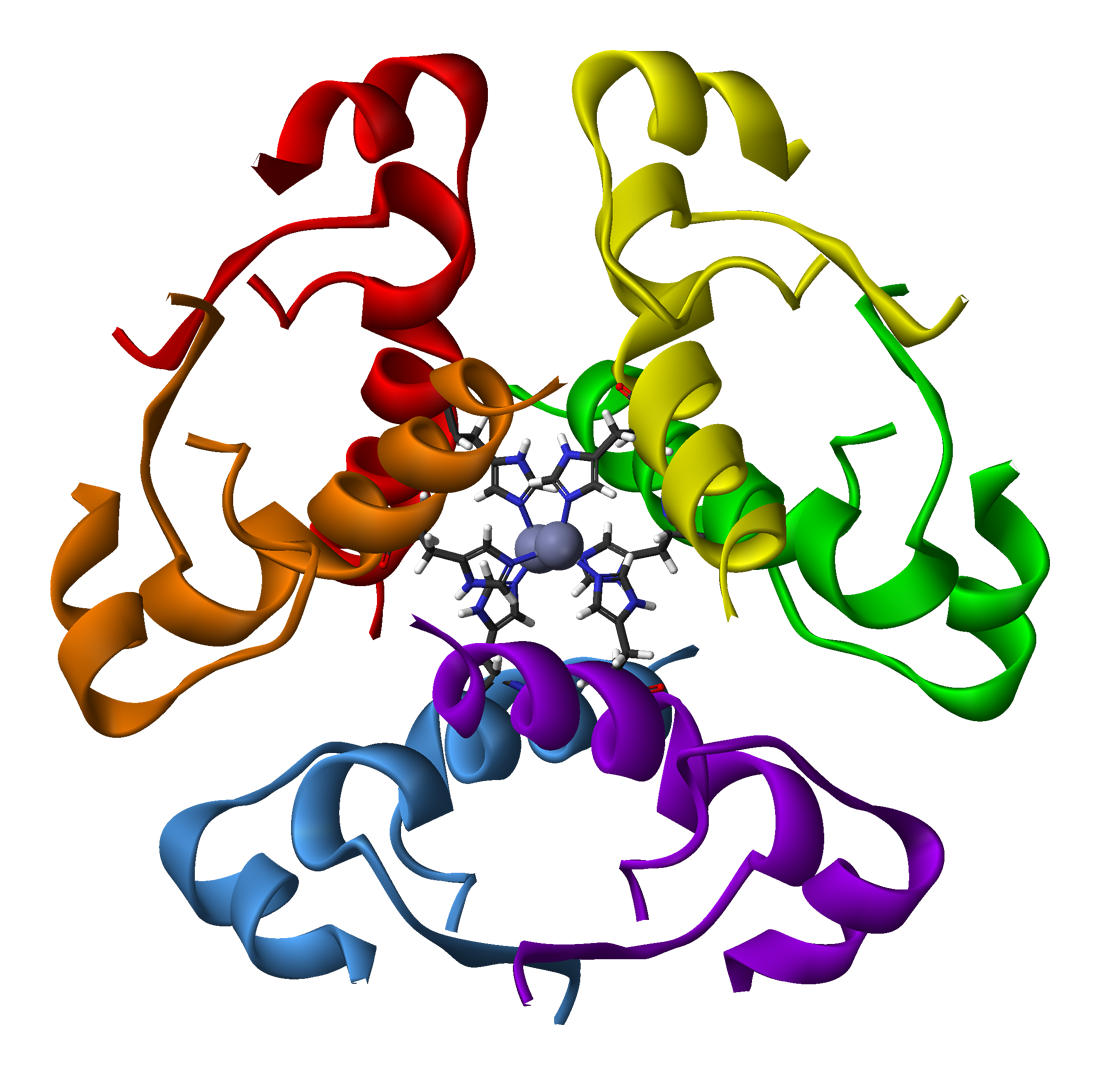
Insulina
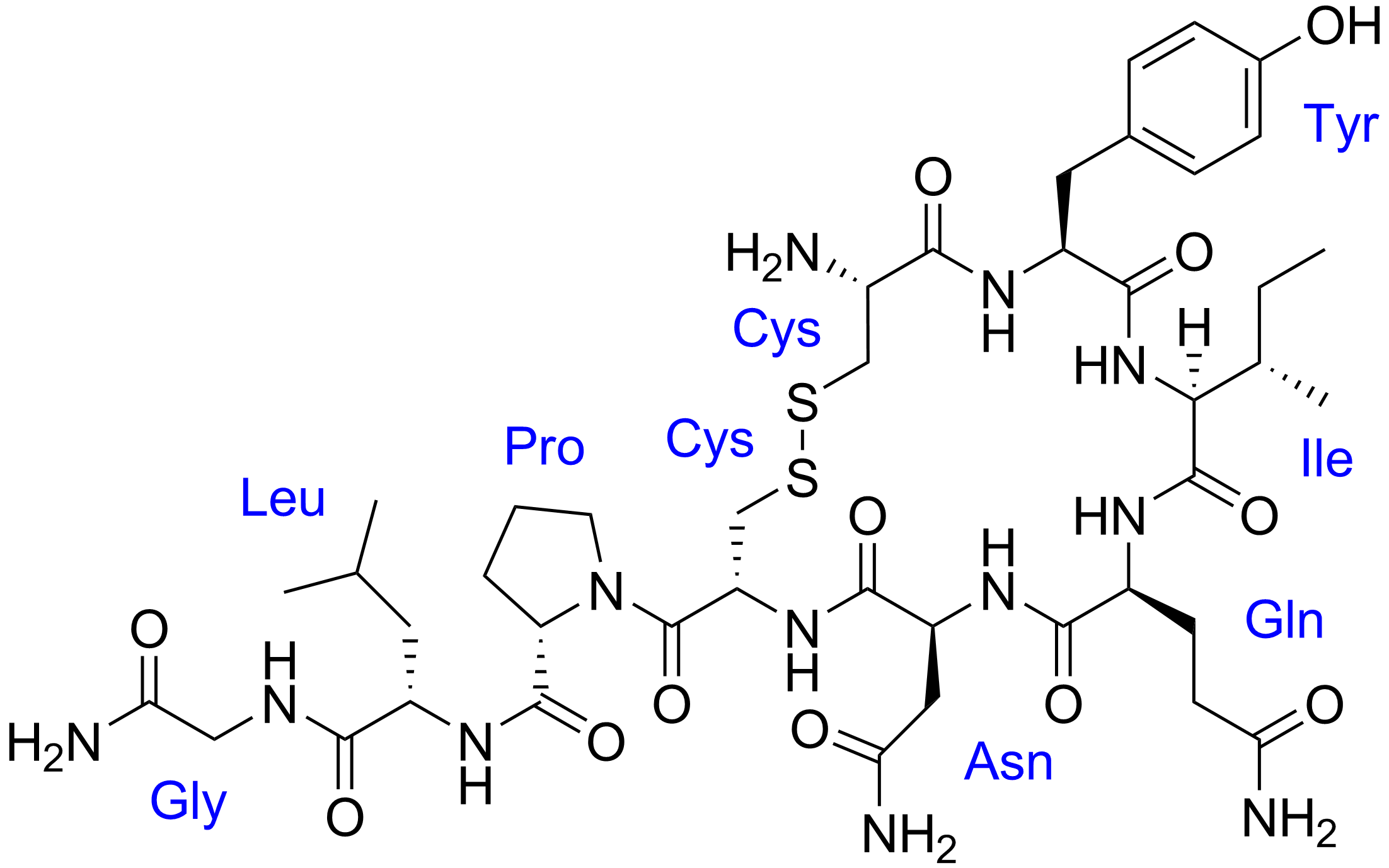
Oxitocina
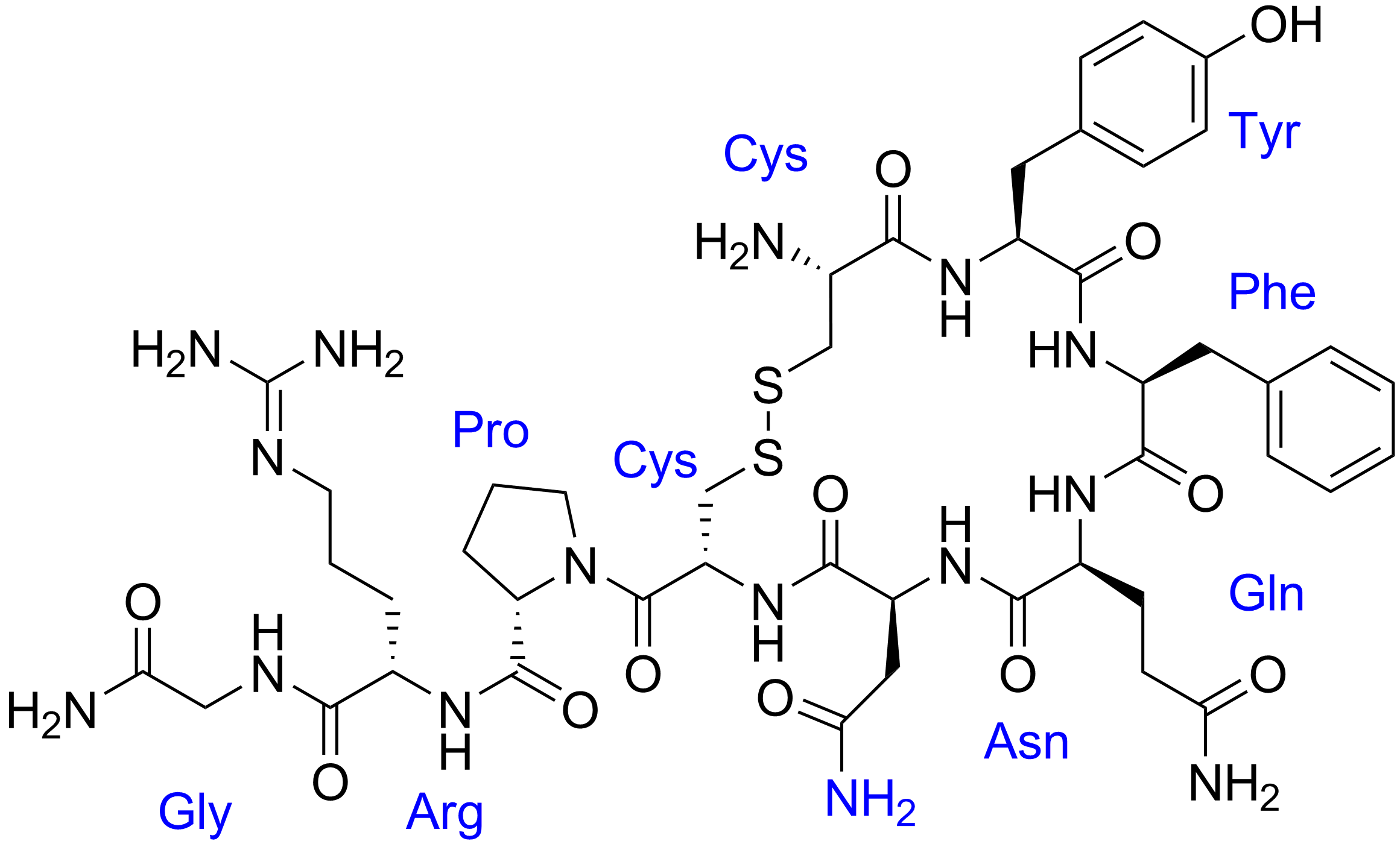
Vasopressina

### Catecolamines
Són hormones sintetitzades a partir de tirosina, i reben aquest nom per la seva relació amb el catecol. Alguns exemples són la noradrenalina o l'adrenalina.
Les que se sintetitzen al cervell actuen com a neurotransmissors, encara que algunes poden ser secretades per les glàndules suprarenals.

### Icosanoides
Procedeixen totes elles de l'araquidonat. Són les úniques que no se sintetitzen i s'emmagatzemen, sinó que són sintetitzades al moment en què es necessiten. A partir del trencament del grup acil mitjançant la fosfolipasa A2 es poden sintetitzar hormones com les prostaglandines, els tromboxans o els leucotriens.

### Hormones retinoides
Els retinoides regulen el creixement, la supervivència i la diferenciació cel·lular. La prohormona retinol se sintetitza al fetge a partir de la vitamina A. Ens els adults, les dianes principals d'aquesta hormona són la còrnia, la pell, l'epiteli del pulmó i de la tràquea i el sistema immunitari.

### Hormones tiroidals
La tiroxina i la triiodotironina se sintetitzen a partir de la proteïna precursora tiroglobulina. Actuen a través de receptors que estimulen el metabolisme energètic mitjançant l'estimulació de gens catabòlics.

### Monòxid de nitrogen
El monòxid de nitrogen, {\displaystyle {\ce {NO}}}, se sintetitza a partir de l'oxigen molecular i del nitrogen del grup guanidina de l'arginina, gràcies a la NO-sintasa. Actua prop d'on s'ha alliberat, i es caracteritza per la vasodilatació que produeix als vasos propers.

### Hormona de la vitamina D
El calcitriol s'obté a partir de la vitamina D al fetge i als ronyons. El calcitriol és capaç d'activar una proteïna intestinal que uneix calci i l'introdueix al metabolisme de l'organisme. La falta de vitamina D pot portar greus problemes i malalties com el raquitisme.

## Hormones d'invertebrats i vegetals
En els invertebrats es troben hormones de caràcter morfogenètic que intervenen en el creixement, en la metamorfosi, en la reproducció, etc. Són ben conegudes les que intervenen en les metamorfosis dels insectes: l'ecdisona, que fa transformar l'eruga en crisàlide i aquesta en papallona, i l'hormona juvenil, antagònica de l'anterior que fa aparèixer característiques larvals, o sigui, que, de fet, produeix mudes d'eruga a eruga. L'equilibri en la producció de totes dues fa possible la metamorfosi. En els cefalòpodes i els crustacis hi ha hormones que produeixen canvis de color. També ha estat demostrada en molts invertebrats l'existència d'hormones sexuals, i fa uns quants anys han estat descrites, en els insectes, les feromones.
En els vegetals les hormones s'anomenen fitohormones i el sistema hormonal és l'únic regulador de l'activitat cel·lular conjunta.

Giberel·lina
Àcid jasmònic
Àcid abscíssic
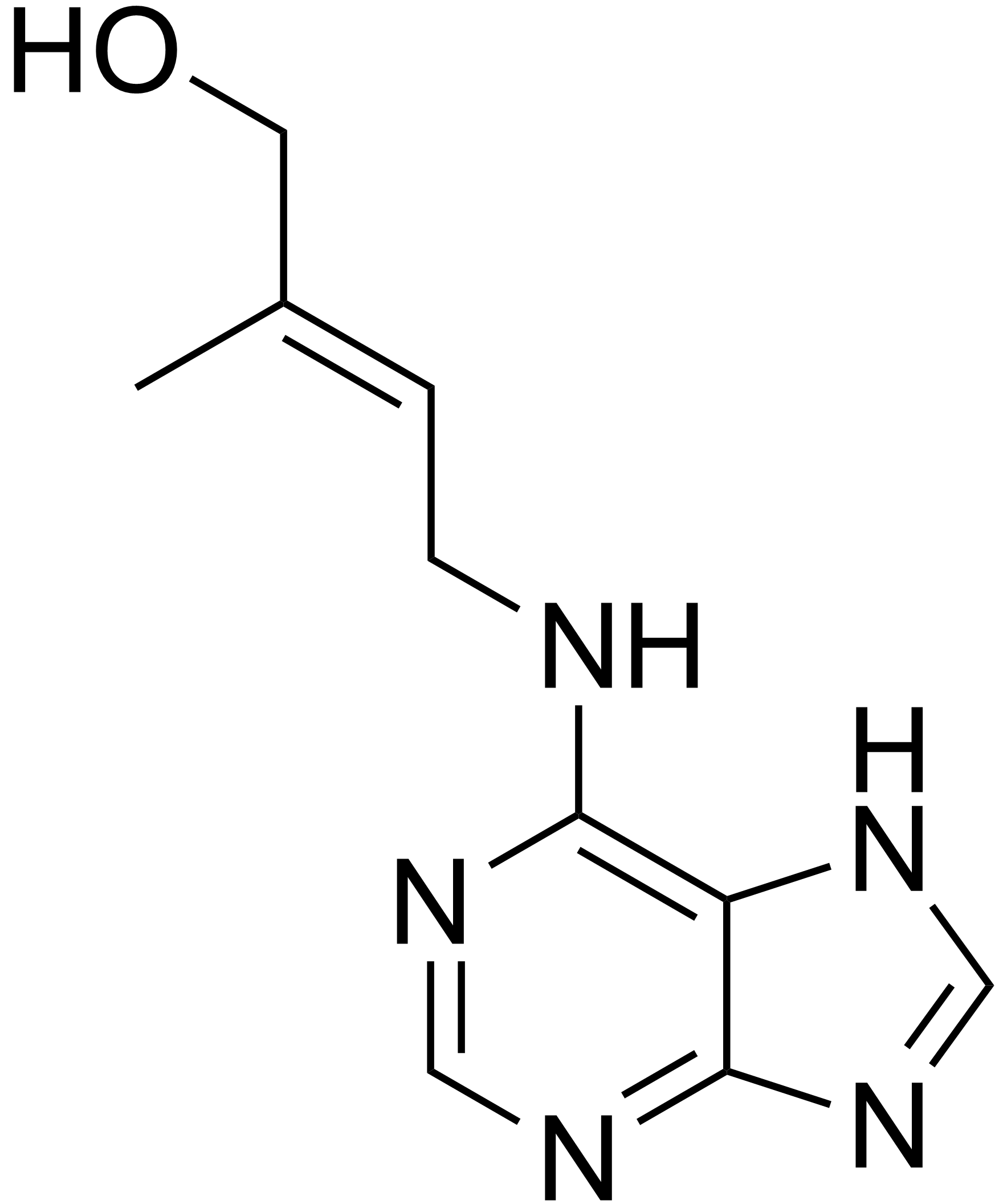
Zeatina

## Funcions de les hormones
- Estimulen la síntesi de determinades substàncies.
- Regulen el metabolisme cel·lular.
- Estimulen el creixement i la diferenciació cel·lular.

## Recepció de les hormones
- Hormones proteiques:(exemples catecolamina i tiroxina) No penetren al medi intern de les cèl·lules de l'òrgan diana perquè tenen un pes molecular elevat. En unir-se al seu receptor de membrana, indueixen l'activació d'un enzim, l'adenilciclasa que catalitza la transformació de l'ATP en AMP cíclic que actua com a segon missatger activant l'enzim cinasa que indueix la resposta.
- Hormones esteroides: (com la prostaglandina) travessen la membrana plasmàtica s'uneixen als receptors específics que les introdueixen al nucli, un cop allí desinhibeixen gens que originen ARN missatger que indueixen la síntesi de proteïnes.

## Llista

### Hormones peptídiques i derivades d'aminoàcids
Són pèptids de diferent longitud o derivats d'aminoàcids; atès que la majoria no travessen la membrana plasmàtica de les cèl·lules diana, aquestes disposen de receptors específics per a tals hormones en la seva superfície.
| Nom                                                     | Abrevia- tura   | Origen | Mecanisme d'acció | Teixit diana                                                       | Efecte |
| Melatonina                                              |                 | Glàndula pineal |                   | Hipocamp, tija encefàlica, retina, intestí, etc.                   | Antioxidant i causa el somni. |
| Serotonina                                              | 5-HT            | Sistema nerviós central, tracte gastrointestinal                                                                                  | "5-HT"            | Tija encefàlica                                                    | Controla l'humor, l'apetit i el somni. |
| Tetraiodotironina                                       | T4              | Tiroide | Directe           |                                                                    | La menys activa de les hormones tiroidals; augment del metabolisme basal i de la sensibilitat a les catecolaminas, afecta la síntesi de proteïnes. |
| Triiodotironina                                         | T3              | Tiroide | Directe           |                                                                    | La més potent de les hormones tiroidals: augment del metabolisme basal i de la sensibilitat a les catecolaminas, afecta la síntesi de proteïnes. |
| Adrenalina (o epinefrina)                               | EPI             | Medul·la adrenal |                   | Cor, vasos sanguinis, fetge, teixit adipós, ull, aparell digestiu  | Resposta de lluita o fugida: augment del ritme cardíac i del volum sistòlic, vasodilatació, augment del catabolisme del glucogen en el fetge, de la lipòlisi en els adipòcits; tot això incrementa el subministrament d'oxigen i glucosa al cervell i múscul; dilatació de les pupil·las; supressió de processos no vitals (com la digestió i del sistema immunitari).          |
| Noradrenalina (o norepinefrina)                         | NRE             | Medul·la adrenal |                   |                                                                    | No és una hormona, es considera només com neurotransmissor (resposta de lluita o fugida: com l'adrenalina). |
| Dopamina                                                | DPM, PIH o DÓNA | Ronyó, hipotàlem (neuronas del nucli infundibular)                                                                                |                   |                                                                    | Augment del ritme cardíac i de la pressió arterial inhibeix l'alliberament de prolactina i hormona alliberadora de tirotropina. |
| Hormona antimulleriana                                  | AMH             | Testicles (cèl·lules de Sértoli)                                                                                                  |                   | Testicle (tubs de Müller)                                          | Inhibeix el desenvolupament dels tubs de Müller en el embrió masculí. |
| Adiponectina                                            | Acrp30          | Teixit adipós |                   | Fetge, múscul esquelètic, teixit adipós                            | Augmenta la sensibilitat a la insulina pel que regula el metabolisme de la glucosa i els àcids grassos. |
| Hormona adrenocorticotròpica                            | ACTH            | Hipòfisi anterior | AMPc              | Escorça adrenal                                                    | Estimula la producció de corticoesteroides (glucocorticoides i androgens). |
| Angiotensinogen i angiotensina                          | AGT             | Fetge | IP3               | vasos sanguinis, escorça adrenal                                   | Vasoconstricció, alliberament de aldosterona. |
| Hormona antidiürètica (o vasopressina)                  | ADH             | Hipotàlem (s'acumula en la hipòfisi posterior per al seu posterior alliberament)                                                  | variable          | Ronyó, vasos sanguinis, hipòfisi anterior                          | Retenció d'aigua en el ronyó, vasoconstricció moderada; alliberament de Hormona adrenocorticotròpica de la hipòfisi anterior. |
| Pèptid natriurètic auricular (o atriopeptina)           | ANP             | Cor (cèl·lules musculars de l'aurícula dreta)                                                                                     | GMPc              | Ronyó                                                              | Regula el balanç de aigua i electròlits, redueix la pressió sanguínia. |
| Calcitonina                                             | CT              | Tiroide | AMPc              | Intestí, ronyó, os                                                 | Construcció del os, reducció del nivell de Ca2+ sanguini, incrementa l'emmagatzematge de Ca2+ en els ossos i el seu reabsorció en el ronyó. |
| Colecistoquinina                                        | CCK             | duodè |                   | Pàncrees, vesícula biliar                                          | Producció de enzims digestius (pàncrees) i de bilis (vesícula biliar); supressió de l'apetit. |
| Hormona alliberadora de corticotropina                  | CRH             | Hipotàlem | AMPc              | Hipòfisi anterior                                                  | Estimula la secreció de hormona adrenocorticotròpica. |
| Eritropoetina                                           | EPO             | Ronyó |                   | Cèl·lules mare de la medul·la òssia                                | Estimula la producció de eritròcits. |
| hormona fol·liculoestimulant                            | FSH             | Hipòfisi anterior | AMPc              | Ovari, testicle                                                    | Dona: estimula la maduració del fol·licle de Graaf del ovari. Home: estimula la espermatogènesi i la producció de proteïnas del semen per les cèl·lules de Sértolis dels testicles. |
| Gastrina                                                | GRP             | Estómac (cèl·lules parietals), duodè                                                                                              |                   | Estómac (cèl·lules parietals)                                      | Secreció de àcid gàstric. |
| Ghrelina                                                |                 | Estómac |                   | Hipòfisi anterior                                                  | Estimula l'apetit i la secreció de hormona del creixement. |
| Glucagó                                                 | GCG             | Pàncrees (cèl·lules alfa) | AMPc              | Fetge                                                              | Glucogenòlisi i gluconeogènesi, la qual cosa incrementa el nivell de glucosa en sang. |
| Hormona alliberadora de gonadotropina                   | GnRH            | Hipotàlem | IP3               | Hipòfisi anterior                                                  | Estimula l'alliberament de hormona fol·liculoestimulant i d'hormona luteïnitzant. |
| Somatocrinina                                           | GHRH            | Hipotàlem | IP3               | Hipòfisi anterior                                                  | Estimula l'alliberament de hormona del creixement. |
| Gonadotropina coriònica humana                          | hCG             | Placenta (cèl·lules del sincitiotrofoblast)                                                                                       | AMPc              |                                                                    | Manteniment del cos luti en el començament del embaràs; inhibeix la resposta immunitària contra el embrió. |
| Lactogen placentari humà                                | HPL             | Placenta |                   |                                                                    | Estimula la producció de insulina i IGF-1, augmenta la resistència a la insulina i la intolerància als carbohidrats. |
| Hormona del creixement (o somatotropina)                | GH o hGH        | Hipòfisi anterior |                   | Os, múscul, fetge                                                  | Estimula el creixement i la mitosi cel·lular, i l'alliberament de Factor de creixement de tipus insulina tipus I. |
| Inhibina                                                |                 | Testicle (cèl·lules de Sértoli), ovari (cèl·lules granuloses), fetus (trofoblasto)                                                |                   | Hipòfisi anterior                                                  | Inhibeix la producció de hormona fol·liculoestimulant. |
| Insulina                                                | INS             | Pàncrees (cèl·lules beta) | Tirosina cinasa   | teixits                                                            | Estimula l'entrada de glucosa des de la sang a les cèl·lules, la gluconeogènesi i la glucòlisi en fetge i múscul; estimula l'entrada de lípids i la síntesi de triacilglicerols en els adipòcits i altres efectes anabòlics. |
| Factor de creixement de tipus insulina (o somatomedina) | IGF             | Fetge | Tirosina cinasa   |                                                                    | Efectes anàlegs a la insulina; regula el creixement cel·lular i el desenvolupament. |
| Leptina                                                 | LEP             | Teixit adipós |                   |                                                                    | Disminució del apetit i augment del metabolisme. |
| Hormona luteïnitzant                                    | LH              | Hipòfisi anterior | AMPc              | Ovari, testicle                                                    | Estimula la ovulació; estimula la producció de testosterona per les cèl·lules de Leydig. |
| Hormona estimuladora dels melanòcits                    | MSH o ?-MSH     | Hipòfisi anterior/pars intermèdia                                                                                                 | AMPc              | Melanòcits                                                         | Melanogènesi (enfosquiment de la pell). |
| Orexina                                                 |                 | Hipotàlem |                   |                                                                    | Augmenta la despesa d'energia i l'apetit. |
| Oxitocina                                               | OXT             | Hipòfisi posterior | IP3               | Mama, úter, vagina                                                 | Estimula la secreció de llet; contracció del cèrvix; involucrada en l'orgasme i en la confiança entre la gent; i els ritmes circadians (temperatura corporal, nivell d'activitat, vigília). |
| Parathormona                                            | PTH             | Paratiroide | AMPc              |                                                                    | Augmenta el Ca2+ sanguini i, indirectament, estimula els osteoclasts; estimula la reabsorció de Ca2+ en el ronyó; activa la vitamina D. |
| Prolactina                                              | PRL             | Hipòfisi anterior, úter |                   | Mama, sistema nerviós central                                      | Producció de llet; plaure després de la relació sexual. |
| Relaxina                                                | RLN             | Úter |                   |                                                                    | Funció poc clara en humans. |
| Secretina                                               | SCT             | Duodè (cèl·lules S) |                   | Fetge, pàncrees, duodè (cèl·lules de Brunner)                      | Estimula la secreció d'hidrogencarbonat; realça els efectes de la colecistoquinina; atura la producció de sucs gàstrics. |
| Somatostatina                                           | SRIF            | Hipotàlem (cèl·lules neuroendocrines del nucli periventricular), illots de Langerhans (cèl·lules delta), aparell gastrointestinal |                   | Hipòfisi anterior, aparell gastrointestinal, múscul llis, pàncrees | Nombrosos efectes: inhibeix l'alliberament de l'hormona del creixement i l'hormona alliberadora de tirotropina; suprimeix l'alliberament de gastrina, colecistoquinina, secretina, i moltes altres hormones gastrointestinals; redueix les contraccions del múscul llis intestinal; inhibeix l'alliberament de insulina i glucagó; suprimeix la secreció exocrina del pàncrees. |
| Trombopoetina                                           | T.P. o.         | Fetge, ronyó, múscul estriat |                   | Megacariòcits                                                      | Producció de plaquetes. |
| Tirotropina                                             | TSH             | Hipòfisi anterior | AMPc              | Tiroide                                                            | Estimula la secreció de tiroxina i triiodotironina. |
| Hormona alliberadora de tirotropina                     | TRH             | Hipotàlem (neurones neurosecretores del nucli paraventricular)                                                                    | IP3               | Hipòfisi anterior                                                  | Estimula l'alliberament de tirotropina i de prolactina. |
| Factor alliberador de prolactina                        | PRF             | Hipotàlem |                   | Hipòfisi anterior                                                  | Estimula l'alliberament de prolactina. |
| Lipotropina                                             | PRH             | Hipòfisi anterior |                   | Teixit adipós, melanòcits                                          | Estimula la lipòlisi i la síntesi de esteroides; estimula la producció de melanina. |
| Pèptid natriurètic cerebral                             | BNP             | Cor (cèl·lules del miocardi) |                   |                                                                    | Reducció de la pressió sanguínia per reducció de la resistència vascular de la circulació sistèmica, de la quantitat d'aigua, sodi i greixos en la sang. |
| Neuropèptid I                                           | NPY             | Estómac |                   |                                                                    | Augment de la ingestió d'aliments i disminució de l'activitat física. |
| Histamina                                               |                 | Estómac (cèl·lules ECL) |                   |                                                                    | Estimula la secreció de àcids gàstrics. |
| Endotelina                                              |                 | Estómac (cèl·lules X) |                   | Múscul llis de l'estómac                                           | Contracció del múscul llis de l'estómac. |
| Polipèptid pancreàtic                                   |                 | Pàncrees (cèl·lules PP) |                   |                                                                    | Desconegut. |
| Renina                                                  |                 | Ronyó (cèl·lules juxtaglomerulars)                                                                                                |                   |                                                                    | Activa el sistema renina-angiotensina per la producció de l'angiotensina I de l'angiotensinogen. |
| Encefalina                                              |                 | Ronyó (cèl·lules cromafines) |                   |                                                                    | Regula el dolor. |

### Hormones lipídiques
La seva naturalesa lipòfila els permet travessar la bicapa lipídica de les membranes cel·lulars; els seus receptors específics es localitzen en el citosol o en el nucli de les cèl·lules diana.

#### Esteroides
| Nom                       | Abrevia- tura | Origen                                                                                                | Mecanisme d'acció | Teixit diana | Efecte |
| Cortisol                  |               | Glàndules suprarenals (cèl·lules fasciculadas i reticulars)                                           | Directe           | | Estimula la gluconeogènesi; inhibeix la captació de glucosa en el múscul i en el teixit adipós; mobilitza els aminoàcids dels teixits extrahepáticos; estimula la lipólisis en el teixit adipós; efectes antiinflamatorios i inmunodepresivos. |
| Aldosterona               |               | Escorça adrenal (cèl·lules glomerulares)                                                              | Directe           | | Estimula la reabsorción de sodi i la secreció de potassi i ions hidrogen en el ronyó, la qual cosa fa augmentar el volum sanguini. |
| Testosterona              |               | Testicle (cèl·lules de Leydig)                                                                        | Directe           | la testosterona és produïda principalment en els testicles dels mascles i en els ovaris de les femelles, encara que petites quantitats són secretades per les glàndules suprarenals. És l'hormona sexual principal masculina i esteroide anabòlic. | Creixement, augment de la massa muscular i de la densitat òssia; maduració dels testicles, formació del escrot, creixement del borrissol púbic i aixellar, modificació de l'aparell vocal (la veu es fa més greu). |
| Dehidroepiandrosterona    | DHEA          | Testicle (cèl·lules de Leydig), ovari (cèl·lules de la teca), ronyó (zona fasciculada zona reticular) | Directe           | | Similar a la testosterona. |
| Androstenediona           |               | Glàndules adrenales, gònadas                                                                          | Directe           | | Substrat pels estrogens. |
| Dihidrotestosterona       | DHT           | Múltiple                                                                                              | Directe           | | Controla l'increment del pèl en el cos i la cara, influeix sobre la secreció de les glàndules sebáceas (causa acne), produeix pèrdua de cabell, HPB i càncer de la pròstata. |
| Estradiol (17?-estradiol) | I2            | Ovari (fol·licle de Graaf, cos lúteo), testicle (cèl·lules de Sértoli)                                | Directe           | | Creixement; creixement del borrissol púbic i aixellar en la dona principalment, promou la diferenciació dels caràcters sexuals secundaris femenins; estimula diversos factors de coagulació; incrementa la retenció de aigua i sodi. Reforça els càncers de mama sensibles a hormones (la supressió de la producció d'estrògens és un tractament per a aquests càncers). En els homes, prevé l'Apoptosi de les cèl·lules germinals; retroinhibidor negatiu de la síntesi de testosterona en les cèl·lules de Leydig. |
| Estrona                   |               | Ovari (cèl·lules granuloses), adipòcits                                                               | Directe           | | Actua en el desenvolupament dels caràcters sexuals i òrgans reproductors femenins, realitza el manteniment del control electrolític i augmenta l'anabolisme de proteïnes. |
| Progesterona              |               | Ovari (cos luti), glàndules adrenals, placenta (durant el embaràs)                                    | Directe           | | Manté el embaràs: converteix el endometri en òrgan secretor, fa al moc cervical impermeable al esperma, inhibeix la resposta immunitària contra el embrió, disminueix la coagulació sanguínia: incrementen la formació i l'agregació plaquetarias, vasoconstricción; broncoconstricción. |

## Història

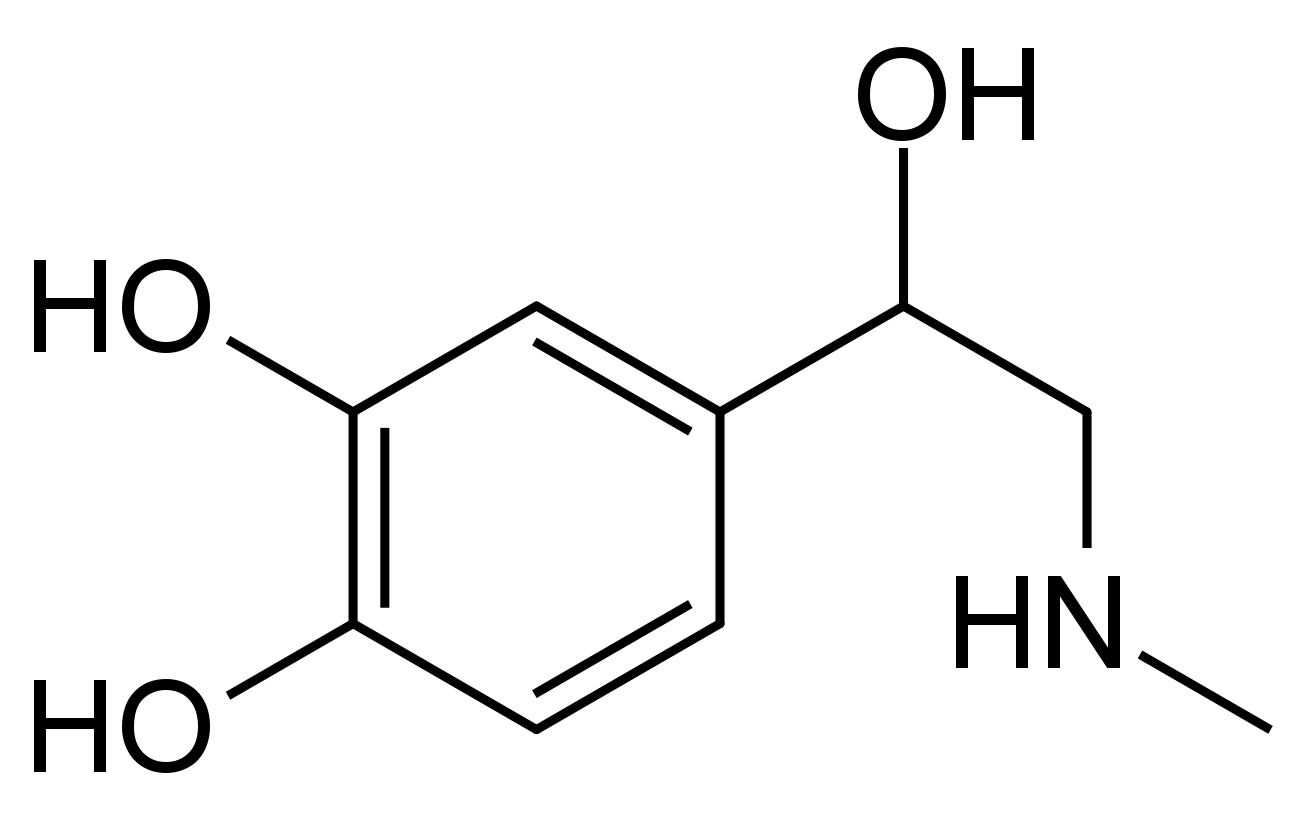
Adrenalina o epiretrina

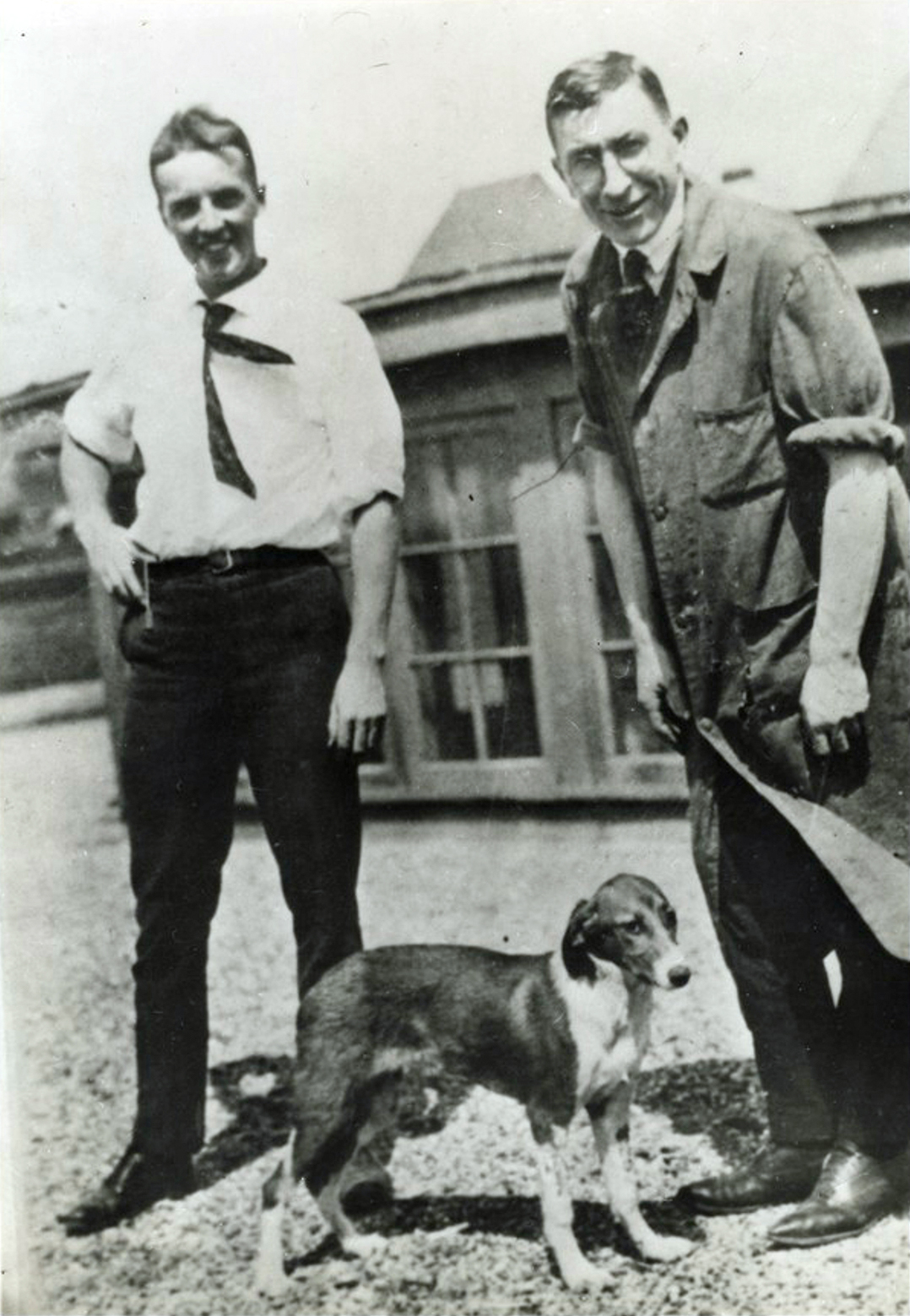
Banting i Best

A principis del segle xx dos fisiòlegs anglesos, William Maddock Baylis i Ernest Henry Starling, quedaren impressionants perquè el pàncrees segregava una substància dins del duodè, just en el moment en què els aliments abandonaven l'estómac i entraven dins l'intestí. Suposaren que l'ordre havia de ser donada pel sistema nerviós, l'únic sistema conegut de comunicació dins de l'organisme. Per comprovar-ho tallaren tots els nervis del pàncrees. Però el pàncrees seguia secretant en el moment just. El 1902 descobriren un missatger químic, secretat per les parets de l'intestí. Així arribaren a la conclusió de què l'aliment quan penetra dins el duodè estimula la seva mucosa que secreta aquesta substància, la qual viatja a través de la sang fins al pàncrees i desencadena l'alliberament del suc pancreàtic. Aquesta primera hormona era la secretina. A partir d'aquest descobriment, el 1907 anomenaren als missatgers fins a la sang hormones, a partir del grec hormõn, participi present de hormáō, "moure; excitar".
Gràcies a aquests treballs es descobriren noves hormones. Per exemple també era una hormona una substància aïllada el 1901 pel químic Jokichi Takamine de les glàndules suprarrenals, l'adrenalina. El 1915 Edward Calvin Kendall aïllà a partir de la glàndula tiroide un aminoàcid que contenia iode i que es comportava com una hormona, i que anomenà tiroxina. L'any 1916 el metge escocès Albert Sharpey-Shafer, indicà que els illots de Langerhans, una cèl·lules situades al pàncrees, secretaven una hormona que tenia propietats antidiabètiques, i que anomenà insulina del llatí insŭla, "illa" i -ina, per al·lusió als illots de Langerhans. Aquesta hormona fou aïllada finalment pel metge canadenc Frederick Grant Banting i pel fisiòleg Charles Herbert Best el 1921.
El 1927 dos fisiòlegs alemanys, Bernhard Zondek i Selmar Aschheim, descobriren que extractes de l'orina d'una dona embarassada, si eren injectats a femelles de rates o ratolins, incrementaven el zel sexual. D'aquesta manera descobriren la primera hormona sexual i a la primera prova d'embaràs. Aquesta hormona, que anomenaren estrona fou aïllada dos anys després per l'alemany Adolf Butenandt i pel nord-americà Edward Doisy. El 1931 Butenandt aïllà la primera hormona sexual masculina que anomenà androsterona.

## Algunes hormones administrades en medicina
- Estrogen i progesterona (en la píndola anticonceptiva)
- Insulina (en diabètics)
- adrenalina (en otorrinolaringologia)
- Oxitocina com a inductor del part.